# Ischnomesus armatus
Ischnomesus armatus är en kräftdjursart. Ischnomesus armatus ingår i släktet Ischnomesus och familjen Ischnomesidae. Inga underarter finns listade i Catalogue of Life.